# نورمان ريديس

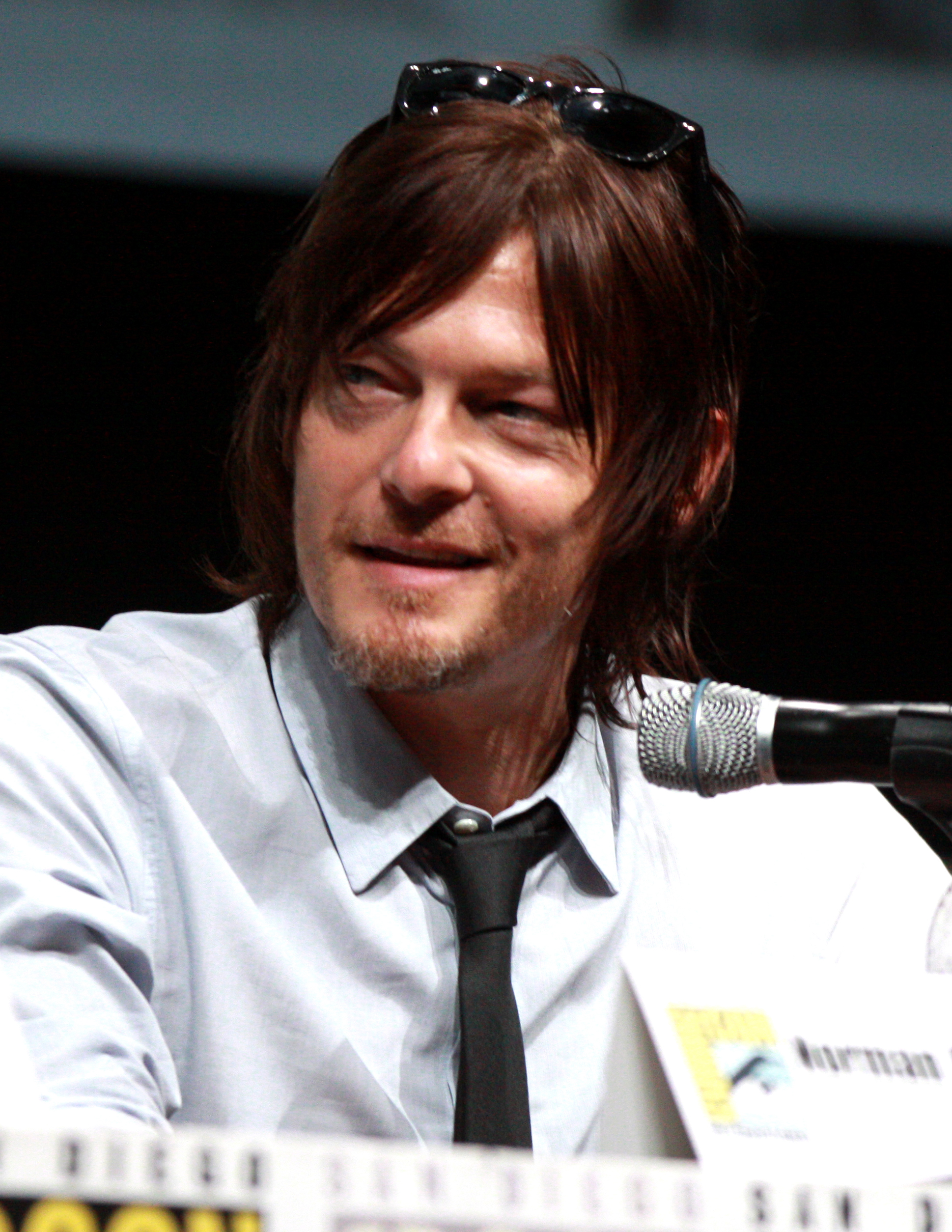
نورمان ريديس عام 2013

نورمان ريديس  (بالإنجليزية: Norman Reedus)‏، من مواليد في 6 كانون الثاني 1969، هو ممثل أمريكي عُرف لأداءه دور مورف ماكمانوس في فيلم قساوسة العدالة (1999)، وشخصية داريل ديكسون في مسلسل قناة إيه إم سي الموتى السائرون، وأيضا قام بإخراج عدة أشرطة فيديو وموديل في عدة دور أزياء. ولعب دور جوداس في فيديو كليب المغنيه لايدي قاقا.

## بداية حياته
ولد نورمان في هوليوود فلوريدا وبعد عدة أشهر انتقل إلى لوس أنجلوس، كاليفورنيا وأيضا أمضى بعض الوقت في اليابان وإسبانيا وايرلندا.

## أعماله
أثناء وجوده في لوس أنجلوس، كان يعمل في متجر لبيع هارلي ديفيدسون في البندقية.

## وصلات خارجية
- الموقع الرسمي
- نورمان ريديس على موقع IMDb (الإنجليزية)
- نورمان ريديس على موقع روتن توميتوز (الإنجليزية)
- نورمان ريديس على موقع ألو سيني (الفرنسية)
- نورمان ريديس على موقع ميوزك برينز (الإنجليزية)
- نورمان ريديس على موقع تيرنر كلاسيك موفيز (الإنجليزية)
- نورمان ريديس على موقع أول موفي (الإنجليزية)
- نورمان ريديس على موقع قاعدة بيانات الأفلام السويدية (السويدية)
- نورمان ريديس على موقع إن إن دي بي (الإنجليزية)
- نورمان ريديس على موقع قاعدة بيانات الفيلم (الإنجليزية)
- نورمان ريديس على موقع كينوبويسك (الروسية)

كان ريديس في علاقه طويله مع عارضه الازياء الدانمركيه هيلينا كريستينسين لمده 5 سنوات، على الرغم من انهم لم يتزوجوا ولكنهما انجبوا طفلهما الأول، مينغس ريديس في 13 أكتوبر من عام 1999